# Hugo Osvald
Karl Hugo Osvald (i riksdagen kallad Osvald i Uppsala, senare Osvald i Knivsta), född 21 november 1892 i Göteborg, död 2 november 1970 i Knivsta, var en svensk botanist och politiker (folkpartist). Han var bror till riksdagsledamöterna Ingrid Osvald och Karin Kihlman.

## Biografi
Hugo Osvald blev filosofie doktor 1923 vid Uppsala universitet och var därefter docent i växtbiologi 1924–1925, tillförordnad och senare ordinarie föreståndare vid Svenska mosskulturföreningen i Jönköping 1925–1934 samt professor i växtodlingslära vid Lantbrukshögskolan 1933–1959. 
Han intresserade sig bland annat för myrar och myrodling. Av Osvalds arbeten i övrigt kan nämnas Vetenskapernas roll i de nya staternas framåtskridande (1961) och Jorden kan föda oss (1963). Han invaldes som ledamot av Lantbruksakademien 1940 och av Vetenskapssocieteten i Uppsala 1954.
Osvald var riksdagsledamot i första kammaren 1948–1963 för Södermanlands och Västmanlands läns valkrets och var i riksdagen bland annat ordförande i tredje lagutskottet 1953–1962. Han var särskilt engagerad i jordbruksfrågor men ägnade ägnade sig också åt miljö- och naturskydd; till exempel drev han frågan om förbud mot oljetappning från fartyg.
Hugo Osvald var också Svenska naturskyddsföreningens ordförande 1947–1953 samt ordförande i Samfundet Sverige-Israel 1958–1968. Han var en tid bosatt i en flygel till Noors slott i Knivsta. Han gifte sig 1956 med Lise Berggreen (1916–2008). Hugo Osvald är gravsatt i minneslunden på Berthåga kyrkogård i Uppsala.